# Gustavo Nery
Gustavo Nery (Nova Friburgo, Estado de Río de Janeiro, Brasil, 22 de julio de 1977) es un exfutbolista brasileño. Se desempeñaba como lateral izquierdo y su último club fue São Bernardo. Fue internacional con la selección de fútbol de Brasil durante cinco años, del 2001 al 2006, transcurso en el que obtuvo la Copa América 2004.

## Trayectoria
Debutó en el equipo brasileño Santos en la temporada 1996-97, participando hasta 2004 en otros clubes brasileños cómo Coritiba, Guaraní y São Paulo. En la temporada 2004-05 dio el salto a Europa para recalar en el Werder Bremen alemán. Sin embargo, volvió a Brasil a la temporada siguiente para jugar por el Corinthians. Firmó por el Real Zaragoza durante el transcurso de la temporada 2006-07 en calidad de cedido hasta el fin de la misma.
El Real Zaragoza anunció que tenía previsto expedientar a Gustavo Nery después de la fuga del defensa brasileño sin permiso alguno del club aragonés. El exjugador del Corinthians había solicitado desplazarse a Brasil para acudir a una citación judicial en su país, pero siempre la próxima semana, según confirmaron los resonsables de la entidad poco antes del comienzo del duelo ante el Athletic Club en La Romareda.
El club había dado el visto bueno al desplazamiento de Nery, pero este, que no entró en la convocatoria prevista para la siguiente jornada, decidió adelantar el viaje a su país. El Real Zaragoza anunció que no tomará ninguna decisión hasta escuchar al futbolista, aunque sí tiene ya decidido sancionarle tras su espantada.
Nery llegó al equipo de Víctor Fernández durante el mercado de invierno de la temporada 2006-07, aunque su falta de forma y las pequeñas lesiones musculares que sufrió le impedieron rendir con normalidad, lo que generó cierta tensión.
Tras su salida del conjunto maño, Gustavo Nery jugó en Corinthians, Fluminense, Internacional y Santo André, y después de un tiempo inactivo, retomó en el São Bernardo Futebol Clube, plantel que integró seis meses hasta su retiro del fútbol profesional.

### Selección nacional
Ha sido internacional con la selección de fútbol de Brasil en nueve ocasiones. Con ella obtuvo la Copa América 2004.

## Clubes
| Club          | País     | Año       |
| ------------- | -------- | --------- |
| Santos        | Brasil   | 1996-1997 |
| Coritiba      | Brasil   | 1997      |
| Santos        | Brasil   | 1998-1999 |
| Guaraní       | Brasil   | 2000      |
| São Paulo     | Brasil   | 2000-2004 |
| Werder Bremen | Alemania | 2004-2005 |
| Corinthians   | Brasil   | 2005-2007 |
| Real Zaragoza | España   | 2007      |
| Corinthians   | Brasil   | 2007      |
| Fluminense    | Brasil   | 2008      |
| Internacional | Brasil   | 2008-2009 |
| Santo André   | Brasil   | 2009-2010 |
| São Bernardo  | Brasil   | 2012-2013 |

- Datos: Q562347